# 타입 오 네거티브

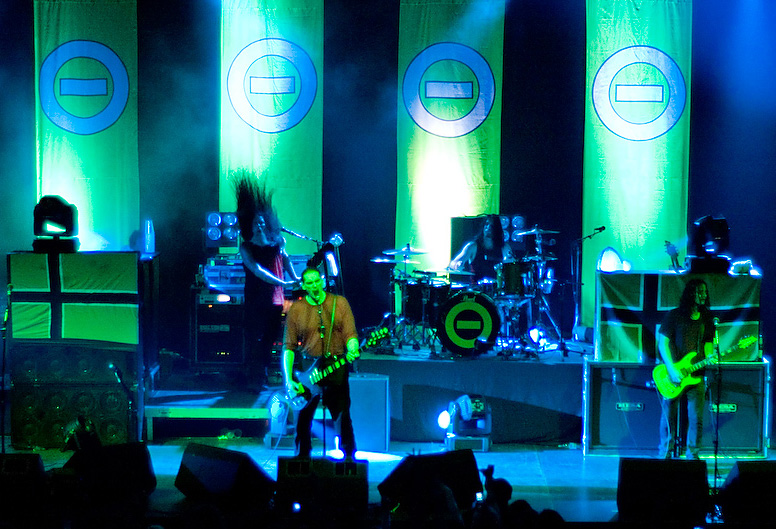
2007년 6월 15일 Columbiahalle에서 공연 중인 타입 오 네거티브(독일 베를린)

타입 오 네거티브(Type O Negative)는 1989년 미국 뉴욕 브루클린에서 결성된 미국의 고딕 메탈 밴드이다. 이 그룹의 가사는 로맨스, 우울, 죽음의 주제를 강조하며 이로 인해 비틀즈의 팹 포(Fab Four) 별칭을 따라 드랩 포(Drab Four)라는 별칭을 얻게 되었다. 밴드는 1993년 Bloody Kisses로 플래티넘을, 1996년의 October Rust로 골드를 인증받았으며 7개의 스튜디오 앨범, 2개의 베스트오브컴필레이션, 콘서트 DVD를 통해 팬층을 쌓았다.

## 구성원
최종 라인업
- 피터 스틸 (Peter Steele, 보컬): 2010년 사망
- 케니 히키 (Kenny Hickey, 기타)
- 조시 실버 (Josh Silver, 키보드)
- 조니 켈리 (Johnny Kelly, 드럼)

전 구성원
- 살 아브루스카토 (Sal Abruscato, 드럼)

## 디스코그래피
- Slow, Deep and Hard (1991)
- The Origin of the Feces (1992)
- Bloody Kisses (1993)
- October Rust (1996)
- World Coming Down (1999)
- Life Is Killing Me (2003)
- Dead Again (2007)